# Eleição municipal de São Caetano do Sul em 2012
A eleição municipal de São Caetano do Sul em 2012 aconteceu em 7 de outubro de 2012 para eleger um prefeito, um vice-prefeito e 19 vereadores no município de São Caetano do Sul, no Estado de São Paulo, no Brasil. O prefeito eleito foi Paulo Pinheiro, do PMDB, com 63,35% dos votos válidos, sendo vitorioso logo no primeiro turno em disputa com dois adversários, Regina Maura (PTB) e Fernando Turco (PSOL). A vice-prefeita eleita, na chapa de Paulo Pinheiro, foi Lucia Dal'mas (PMDB).
O pleito em São Caetano do Sul foi parte das eleições municipais nas unidades federativas do Brasil. São Caetano do Sul foi um dos 1.022 municípios vencidos pelo PMDB; no Brasil, há 5.570 cidades.
A disputa para as 19 vagas na Câmara Municipal de São Caetano do Sul envolveu a participação de 295 candidatos. O candidato mais bem votado foi Beto Vidoski, que obteve 3.026 votos (3,10% dos votos válidos).

## Antecedentes
Em 2008, José Auricchio Junior, do PTB, venceu as eleições municipais de São Caetano do Sul, derrotando Jayme Tortorello do PT e Horacio Neto (político)|Horacio Neto do PSOL. O candidato do PTB foi eleito com 78% dos votos válidos.

## Eleitorado
Na eleição de 2012, estiveram aptos a votar 119.394 sul-caetanenses, havendo 10,37% de abstenções.

## Candidatos
A princípio foram quatro candidatos à prefeitura de São Caetano do Sul em 2012: Paulo Pinheiro do PMDB, Regina Maura do PTB, Fernando Turco do PSOL e Edgar Nóbrega do PT, porém este último desistiu de sua candidatura após ter vídeo vazado oferecendo apoio do PT à gestão de Auricchio Júnior em troca de dinheiro.
| N.º | Candidato(a)   | Vice          | Partido | Coligação                                                                                                 |
| --- | -------------- | ------------- | ------- | --- |
| 14  | Regina Maura   | Cicaroni      | PTB     | Para São Caetano Continuar Avançando (PRB/PP/PDT/PTB/PSL/PSC/PR/PPS/DEM/PSDC/PHS/PTC/PSB/PV/PRP/PSDB/PSD) |
| 15  | Paulo Pinheiro | Lucia Dal'mas | PMDB    | São Caetano em boas mãos (PMDB/PTN/PPL/PC do B)                                                           |
| 50  | Fernando Turco | Daniel Lima   | PSOL    | PSOL |

## Campanha
O PTB foi criticado por Paulo Pinheiro por desrespeitar a data de início das campanhas eleitorais, uma vez que Regina Maura começou a sua antes do período permitido.
As campanhas eleitorais de São Caetano do Sul em 2012 receberam críticas de Fernando Turco do PSOL, que dizia que seus adversários estavam distribuindo panfletos com boatos falsos um do outro, e que isso poderia piorar na medida em que as eleições se aproximassem

### Pesquisas
Em pré-candidatura, Regina Maura (PTB) e Paulo Pinheiro (PMDB) apareceram quase empatados na primeira pesquisa de intenções de votos do Ibope, a primeira com 34% das intenções de voto e o segundo com 36%.
Em 29 de setembro de 2012, pesquisa do IBOPE mostra que 50% das intenções de voto eram para Paulo Pinheiro do PMDB, 32% para Regina Maura do PTB e 1% para Fernando Turco do PSOL.
| Data de realização             | Data de divulgação     | Instituto | Número de registro no TRE | Contratante                               | Entrevistados | Margem de erro | Candidato             | Candidato          | Candidato             | Não sabe/ Não respondeu | Brancos e nulos |
| Data de realização             | Data de divulgação     | Instituto | Número de registro no TRE | Contratante                               | Entrevistados | Margem de erro | Paulo Pinheiro (PMDB) | Regina Maura (PTB) | Fernando Turco (PSOL) | Não sabe/ Não respondeu | Brancos e nulos |
| ------------------------------ | ---------------------- | --------- | ------------------------- | ----------------------------------------- | ------------- | -------------- | --------------------- | ------------------ | --------------------- | ----------------------- | --------------- |
| De 14 a 16 de setembro de 2012 | 18 de setembro de 2012 | Ibope     | SP-00937/ 2012            | PAULO VILCHEZ CRIAÇÕES GRÁFICAS LTDA - ME | 406           | ± 5%           | 50%                   | 32%                | 1%                    | 10%                     | 7%              |

## Resultados

### Prefeito
No dia 7 de outubro, Paulo Pinheiro foi eleito com 63,35% dos votos válidos.
| Candidato(a)           | Vice                   | 1º Turno 7 de outubro de 2012 | 1º Turno 7 de outubro de 2012 |
| Candidato(a)           | Vice                   | Total                         | Porcentagem                   |
| ---------------------- | ---------------------- | ----------------------------- | ----------------------------- |
| Paulo Pinheiro (PMDB)  | Lucia Dal'mas (PMDB)   | 61.136                        | 63,35%                        |
| Regina Maura (PTB)     | Cicaroni (PP)          | 33.594                        | 34,81%                        |
| Fernando Turco (PSOL)  | Daniel Lima (PSOL)     | 1.778                         | 1,84%                         |
| Total de votos válidos | Total de votos válidos | 96.508                        | 90,18%                        |
| Votos em branco        | Votos em branco        | 3.173                         | 2,96%                         |
| Votos nulos            | Votos nulos            | 7.335                         | 6,85%                         |
| Total                  | Total                  | 96.508                        | 100%                          |
| Abstenções             | Abstenções             | 12.378                        | 10,37%                        |
| Votos apurados         | Votos apurados         | 107.016                       | 100%                          |
| Total de eleitores     | Total de eleitores     | 119.394                       | 100%                          |

### Vereador
Dos dezenove (19) vereadores eleitos, apenas três (3) eram, em 2012, da coligação pela qual Paulo Pinheiro se elegeu. Nenhum vereador foi reeleito e apenas uma mulher foi eleita. O vereador mais votado foi Beto Vidoski (PSDB), que teve 3.026 votos. O PTB foi o partido com o maior número de vereadores eleitos (4), seguido por PSB e PSD, com dois cada.
| Beto Vidoski            | PSDB    | 3.026 | 3,10% |
| Fabio Palacio           | PR      | 2.396 | 2,46% |
| Dr. Flacio Rstom        | PTB     | 2.334 | 2,39% |
| Dr. Xavier              | PMDB    | 2.188 | 2,24% |
| Sidão da Padaria        | PSB     | 2.051 | 2,10% |
| Jorge Salgado           | PTB     | 1.826 | 1,87% |
| Gersio Sartore          | PTB     | 1.743 | 1,79% |
| Paulo Bottura           | PTB     | 1.686 | 1,73% |
| Suely Nogueira          | PTB     | 1.684 | 1,73% |
| Marcel Munhoz           | PPS     | 1.575 | 1,62% |
| Severo e Amigos         | PSB     | 1.453 | 1,49% |
| Cidão do Sindicato      | PDT     | 1.453 | 1,49% |
| Mauricio Fernandes      | PSB     | 1.451 | 1,49% |
| Chico Bento             | PP      | 1.438 | 1,48% |
| Geova                   | PSB     | 1.405 | 1,44% |
| Professor Pio           | PT      | 1.396 | 1,43% |
| Dr. Seraphim            | PPS     | 1.368 | 1,40% |
| Fabio Soares            | PSD     | 1.320 | 1,35% |
| Eder Xavier da Trombeta | PC do B | 1.247 | 1,28% |
| Alberto Da Otica        | PSB     | 1.116 | 1,14% |
| Roberto do Proerd       | PMDB    | 1.093 | 1,12% |
| Horacio Neto            | PSOL    | 1.085 | 1,11% |
| Dr. Mauriio Pompilio    | PPS     | 1.066 | 1,09% |
| Parra                   | PHS     | 1.049 | 1,08% |
| Professora Magali       | PSD     | 1.044 | 1,07% |

| Votos válidos   | Votos válidos   | 97.471  | 91,08% |
| Votos nulos     | Votos nulos     | 5.614   | 5,25%  |
| Votos em branco | Votos em branco | 3.931   | 3,67%  |
| Total           | Total           | 107.016 | 100%   |
| --------------- | --------------- | ------- | ------ |

## Análises
Paulo Pinheiro (PMDB) foi eleito logo no primeiro turno com uma diferença de quase 30% em relação à segunda colocada, Regina Maura (PTB). 
Em 1 de janeiro de 2013, o candidato eleito do PMDB tomou posse do cargo de prefeito com a frase “É uma honra de estar comemorando com todos vocês essa nova passagem na história de São Caetano”. Ele disse que seu governo enfrentaria problemas financeiros herdados da gestão anterior, mas que haveria engajamento para melhorar os serviços públicos de São Caetano do Sul. O prefeito empossou seu novo secretariado e em seguida cumpriu sua promessa de campanha e abriu seu gabinete para visitação, tendo recebido centenas de moradores, que foram cumprimentá-lo.